# Evil Woman/Wicked World
Evil Woman/Wicked World è il primo singolo del gruppo musicale britannico Black Sabbath, pubblicato il 9 gennaio 1970 da Fontana e Vertigo Records.

## Descrizione
Il 45 giri contiene i brani Evil Woman, Don't Play Your Games with Me, brano originariamente eseguito dai Crow nel 1969 per il loro album Crow Music, e Wicked World, inizialmente edito solo nell'edizione nordamericana di Black Sabbath, album di debutto del gruppo, proprio al posto di Evil Woman, Don't Play Your Games with Me; quest'ultimo brano verrà pubblicato ufficialmente negli Stati Uniti solo nel 2002, con l'uscita della raccolta Symptom of the Universe: The Original Black Sabbath 1970-1978, con il titolo di Evil Woman (titolo presente anche in alcune edizioni europee del singolo).

## Tracce
Lato A
1. Evil Woman, Don't Play Your Games with Me – 3:25 (Dick Wiegland, Larry Wiegland, Dave Waggoner) – intitolato Evil Woman in alcune edizioni

Lato B
1. Wicked World – 4:45 (Ozzy Osbourne, Tony Iommi, Geezer Butler, Bill Ward)

## Formazione
- Ozzy Osbourne – voce
- Tony Iommi – chitarra
- Geezer Butler – basso
- Bill Ward – batteria